# André Loua
Pour les articles homonymes, voir Loua.
André Loua, né le 16 avril 1958 à Poway dans la préfecture de Nzérékoré en Guinée forestière, est un économiste, homme politique guinéen, ancien ministre de la pêche, de l’aquaculture et de l’économie maritime dans le Gouvernement Youla entre le 26 décembre 2015 au 22 août 2017,.

## Biographie et études
André Loua est diplômé en finances publiques de l'université Gamal Abdel Nasser de Conakry.
 
Entre 1996 à 1999 il vit au Canada où il enseigne à l'Université du Québec à Montréal (UQAM), puis à l’École nationale d'administration publique (ENAP) de Montréal.

## Parcours professionnel et politique
Entre 1983 à 1993, il est successivement administrateur civil à l’inspection générale des finances, conseiller spécial du directeur général du Trésor, chef de division  de la réglementation à la direction nationale du trésor, responsable des opérations du programme national des départs volontaires de la fonction publique, chef de la brigade de vérification des opérations du trésor public.
Il travaille au ministère des finances du Québec, puis à la direction de la conjoncture et des prévisions économiques en qualité d’économiste et agent de recherche et de planification socio-économique.
De 2007 à 2012, il est analyste du marché du travail à la direction des programmes du marché du travail et du développement social service Canada du gouvernement canadien.
En 2012, il revient en Guinée pour devenir le Conseiller de mission et de suivi du ministre d’État de l’économie et des Finances, puis secrétaire général du ministère délégué au Budget et le 4 janvier 2016 devient ministère de la pêche et de l’aquaculture.

## Vie privée
André est marié et père de 4 enfants.